# Karol Sołtyk
Karol Sołtyk herbu własnego (ur. 1791 – zm. 1831), skrzypek i kompozytor. Był synem Jana Kantego Sołtyka (ur. 1747), dziedzica Słupi, deputata na Trybunał Koronny w r. 1785, i Anny z Rostworowskich (ur. 1751), kasztelanki zakroczymskiej, wnukiem Antoniego Jana Rostworowskiego i miecznika sandomierskiego Józefa Sołtyka, bratankiem referendarza koronnego Michała Sołtyka  i siostrzeńcem Andrzeja Rostworowskiego oraz Franciszka Ksawerego Rostworowskiego.

## Życiorys
Nauki początkowe pobierał w domu. Następnie uczęszczał do szkół w Kielcach i w Krakowie. Po śmierci ojca Jana Kantego odziedziczył 30 tys. dukatów, zapewniło mu to samodzielność i możliwość dalszego kształcenie w Wiedniu, gdzie uczył się gry na skrzypcach u Josepha Maysedera – austriackiego wirtuoza skrzypiec i kompozytora.
Lekkomyślny i wystawny tryb życia doprowadził Sołtyka do utraty pieniędzy. Dzięki protekcji swojego nauczyciela objął wówczas posadę drugiego skrzypka w nadwornej kapeli cesarskiej. 

Rodzina spłaciła długi i Sołtyk wrócił do Krakowa. Dnia 11 grudnia 1809 wstąpił jako porucznik do 14. pułku kirasjerów, dowodzonego przez Stanisława Małachowskiego po czym 6 kwietnia 1810 przeszedł do 10. pułku ułanów pod komendę Jana Nepomucena Umińskiego, ale już 11 kwietnia tego roku został z niego uwolniony.
Od 31 sierpnia 1810 do 9 grudnia 1811 służył w 11. pułku ułanów Adama Potockiego – (syna Karoliny 1.voto Potockiej, 2. voto Stanisławowej Sołtykowej).
 
O jego dokonaniach wojennych nic nie wiadomo.

## Kariera i dorobek muzyczny
Występował w Krakowie jako solista i w zespołach kameralnych, między innymi w kwartetach u biskupa Jana Pawła Woronicza. Dnia 28 marca 1824 wystąpił na koncercie dobroczynnym Towarzystwa Przyjaciół Muzyki. 

Prawdziwą jednak sławę uzyskał w warszawskich salonach jako kompozytor mazurów.
 
Do Warszawy, gdzie mieszkała jego siostra Urszula Wielogłowska, przyjeżdżał co roku. Na stałe osiadł w Warszawie w r. 1827. Spośród wielu kompozycji Sołtyka, znanych jest około 40 mazurów, które ukazały się drukiem.
W 1827 r. Franciszek Mirecki w zbiorze „Mazury pour le piano” (Vienne) zamieścił kilka jego utworów. W Warszawie ukazały się między innymi: „Deux mazurs et une gallopade pour le pianoforte…” (1827),
Wydał ponadto:
- 6 nowych walców z introdukcją na skrzypcei „pianoforte” (1828),
- 5 „valses sentimentales et une mazure pour le pianoforte” (1828).

W 1829 r. opublikował Sołtyk: „Cotillon pour le piano” (dziełko dedykowane Emmie z Ogińskich Brzostowskiej),
- Nowy mazur i galopada pianoforte (dziełko dedykowane Ludwikowi Jelskiemu, prezesowi Banku Polskiego),
- „Mazur pour le pianoforte”(dziełko dedykowane Olimpii z Tarnowskich Grabowskiej),
- Mazurek pour le pianoforte (utwór dedykowany Julii Lubeckiej).
- Karolowi Lipińskiemu dedykował „Morceau“.

Był również znakomitym wykonawcą własnych kompozycji fortepianowych. Oskar Kolberg napisał, że jakkolwiek gra jego była wyrazistą i pełną, to jednak «pod względem cieniowania i wykończenia» nie dorównywał grze swojego krewnego Franciszka Sołtyka (Karol Sołtyk bywa mylony z Franciszkiem Sołtykiem, którego kompozycje nie ukazały się drukiem i zaginęły.).
Mazury Sołtyka wykonywane były na balach w Resursie Kupieckiej, w Teatrze Rozmaitości (1830) i w warszawskich salonach. Przyjaźnił się z warszawskimi artystami: Antonim Teichmannem, wiolonczelistą i śpiewakiem, Józefem Brzowskim, wiolonczelistą, Antonim Orłowskim, skrzypkiem i pianistą, oraz z Fryderykiem Chopinem 

Sołtyk nie założył rodziny. Zmarł na cholerę w r. 1831 w Warszawie.
O popularności kompozycji Sołtyka, a zwłaszcza jego mazurów, świadczy fakt, że po jego śmierci były one wielokrotnie przedrukowywane. 
W r. 1860 kilka utworów Sołtyka ukazało się w dwóch zbiorowych wydaniach: Karola Czarniawskiego „O tańcach narodowych z poglądem historycznym i estetycznym na tańce różnych narodów, a w szczególności na tańce polskie” (do tekstu dołączona była wkładka z nutami, w tym Mazura z r. 1825) i Andrzeja Kratzera „Zbiór mazurów różnych autorów na fortepian” (W.). 
W „Polnische Tänze” (Leipzig 1881) Oskara Kolberga znalazło się 10 kompozycji Sołtyka z lat 1818–30, w tym popularny w swoim czasie Mazurek D-dur.

## Literatura
- Tomaszewski Wojciech, Bibliografia warszawskich druków muzycznych 1801–1850, Warszawa 1992
- Encyklopedia Orgebrandta, XXIII
- Słownik muzyków polskich. T. 1-2. Redaktor naczelny Józef Chomiński. Wyd. 1. Kraków [1964–1967], Polskie Wydawnictwo Muzyczne
- A. Sowiński: Les musiciens polonais et slaves anciens et modernes: dictionnaire biographique (Paris, 1857/R)
- Teodor Żychliński, Złota księga szlachty polskiej, t.VI, 416–17 (dotyczy rodziny Sołtyka), XVII
- Bronisław Gembarzewski: Wojsko Polskie: Księstwo Warszawskie 1807-1814. s. 109.
- dr. Józef Reiss Almanach muzyczny Krakowa, 1780–1914, Kraków 1939 t. I i II
- Kolberg Oskar, Korespondencja (1837–1876), Warszawa 1965–9 cz. 1–3
- Korespondencja Fryderyka Chopina, Opracowana przez B.E. Sydow, W. 1955 I
- Nakwaska z Potockich K., Pamiętnik o Adamie hrabim Potockim, Kr. 1862 s. 33;
- „Motyl” 1829 nr 13, 26
- „Ruch Muzyczny” 1860 nr 21, 40, 42;
- Biblioteka Narodowa: rkp. 8893 k. 15–16, rkp. 10011 t. 1 k. 48v.